# Tanums härad
Tanums härad var ett härad i norra Bohuslän inom nuvarande Tanums kommun. Häradets areal var 352,20 kvadratkilometer varav land 349,17. Häradets tingsplats var till 1918 Hede (nuvarande Tanumshede), därefter Strömstad.

## Namnet
Häradsnamnet är givet efter socknen som 1317 skrevs Tuneims sokn, i sin tur efter kyrkbyn. Det innehåller ordet tun som betyder "inhägnad". Efterleden är hem för "boplats" eller "gård", som senare ändrats till um.

## Socknar
- Lur
- Tanum

## Geografi
Häradet är beläget mellan Väderöfjorden och Kosterfjorden. Skärgården är omfattande med en mängd mindre fjordar. Trakten är bergig med utbredda ljunghedar. Jordbruksmark finns i dalsprickorna. Norröver är häradet mer skogbeklätt.

Enda sätesgård var Mjölkeröds herrgård i Tanums socken.
Gästgiverier fanns vid häradets tingsställe Hede (Tanums socken) samt i Grebbestad (Tanum) och Anrås (Tanum).

## Historia
Häradsnamnet var i äldre tider Luderlag som år 1400 skrevs j Luderlaghi. Det innehåller sockennamnet Lur och lag som står för "stiftad lag" eller "rättsregler".

## Län, fögderier, domsagor, tingslag och tingsrätter
Häradet hör sedan 1998 till Västra Götalands län, innan dess från 1680 till Göteborgs och Bohus län, före 1700 benämnd Bohus län. Kyrkligt tillhör församlingarna Göteborgs stift
Häradets socknar hörde till följande fögderier:
- 1686–1966 Norrvikens fögderi
- 1967–1990 Strömstads fögderi

Häradets socknar tillhörde följande domsagor, tingslag och tingsrätter:
- 1681 Tanums tingslag i Bullarens, Lane, Stångenäs, Sotenäs, Tunge, Sörbygden, Kville, Tanum och Vette häraders domsaga
- 1682-1697 Vette och Tanums tingslag i 
  - 1682 Bullarens, Lane, Stångenäs, Sotenäs, Tunge, Sörbygden, Kville, Tanum och Vette häraders domsaga
  - 1683-1697 Bullarens, Sotenäs, Tunge, Sörbygden, Kville, Tanum och Vette häraders domsaga
- 1698–1731 Tanums tingslag i Bullarens, Kville, Tanum och Vette häraders domsaga
- 1732-1801 Tanums och Bullarens tingslag i Bullarens, Kville, Tanum och Vette häraders domsaga
- 1801–1824 Tanums tingslag i Bullarens, Kville, Tanum och Vette häraders domsaga
- 1825-1859 Tanums och Bullarens tingslag i Bullarens, Kville, Tanum och Vette häraders domsaga, från mitten av 1800-talet kallad Norrvikens domsaga
- 1860-1903 Tanums tingslag i Norrvikens domsaga
- 1904-1926 Kville, Tanums och Bullarens tingslag i Norrvikens domsaga
- 1927-1970  Norrvikens tingslag i Norrvikens domsaga

- 1971–2004 Strömstads tingsrätt och dess domsaga
- 2004– Uddevalla tingsrätt och dess domsaga

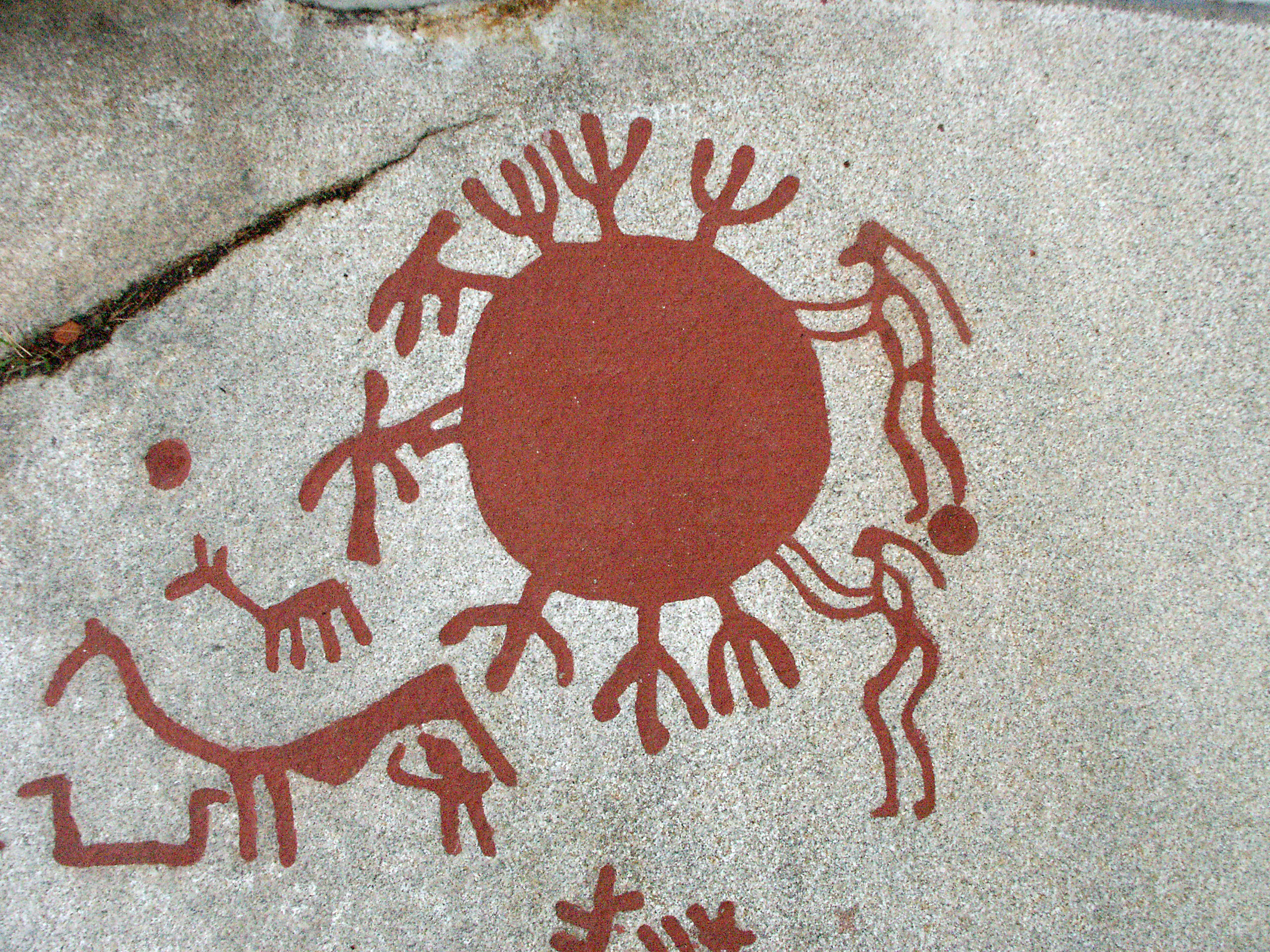
Hällristning från Aspeberget i Tanums socken.
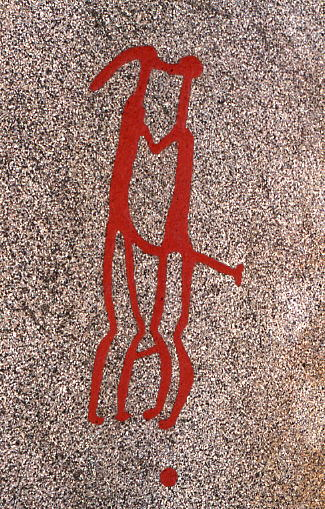
Hällristning på Vitlyckehällen i Tanums socken.
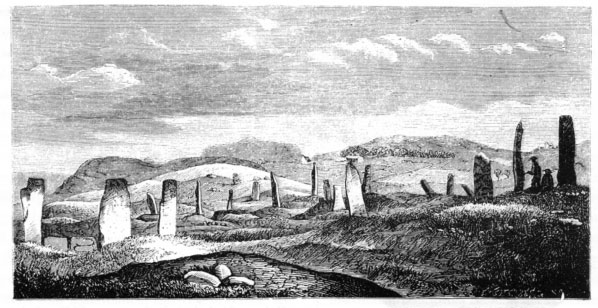
Greby gravfält i Tanums socken.